# Kamantsche

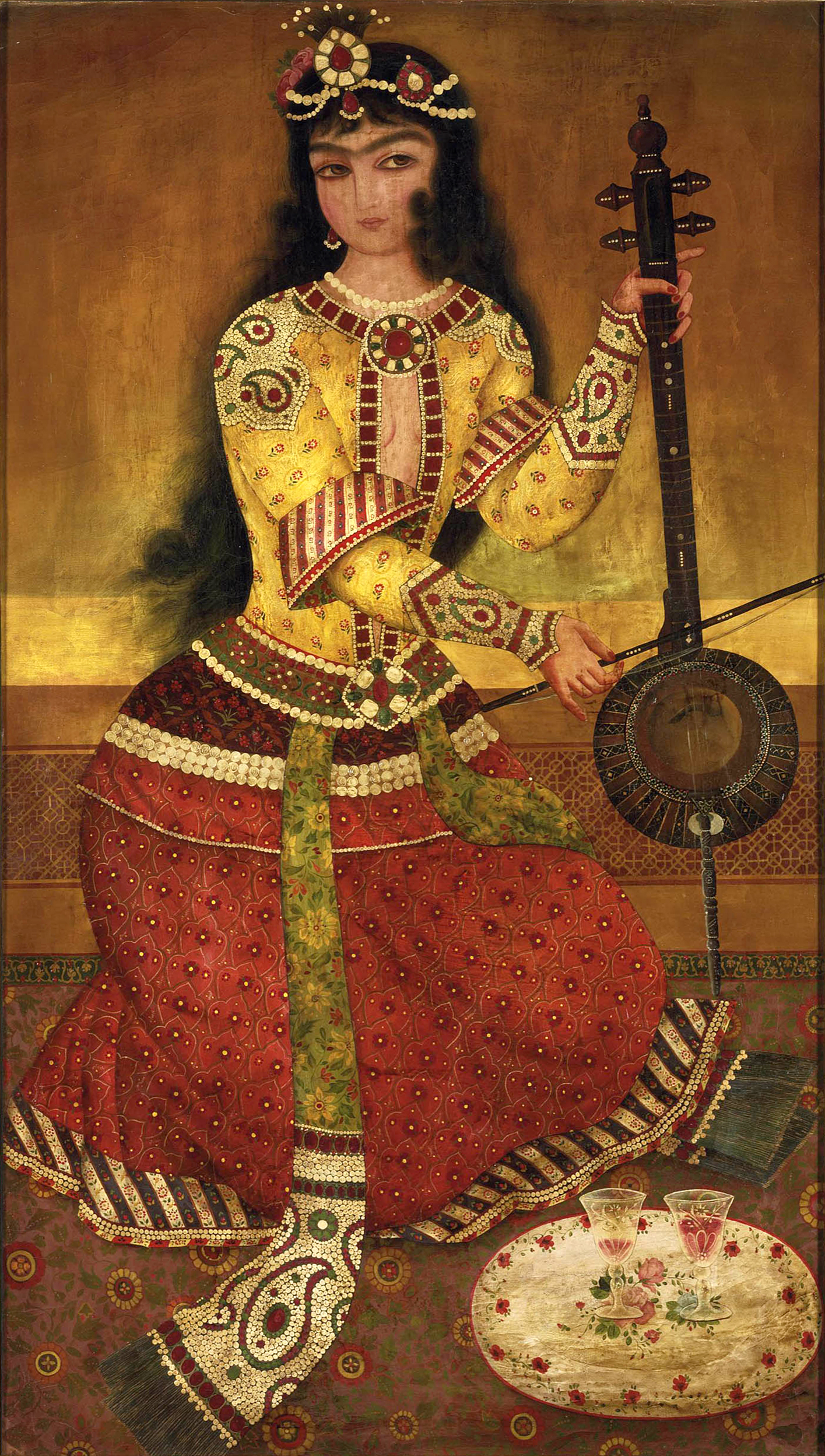
Kamantschespielerin. Ausschnitt aus einer Wandmalerei der Kadscharenzeit mit Fath Ali Schah, der von Musikerinnen und Tänzerinnen umgeben ist. Gemalt von Abuʾl-Qasim, datiert 1816.

Die Kamantsche oder Kamangah (persisch کمانچه Kamāntsche, DMG kamānče, aserbaidschanisch kamança, auch kamantscha, kamāntscheh, kemāntscheh, englische Umschriften kamancha, kamānche(h) oder kamānča, aus kamān „Bogen“ und der Verkleinerungsform tscha bzw. tsche(h), also „Bögchen“) ist eine Stachelgeige in der iranischen und aserbaidschanischen Musik. Das Wortumfeld kamantsche bezeichnet ähnliche Stachelgeigen von Georgien, Armenien über das iranische Hochland bis Afghanistan.

## Unterscheidung
Bis auf den aus einer Kokosnuss bestehenden Korpus ist die irakische djoze (arabisch „Nuss“, auch al kamāna-l-baghdādiyya, „Kamantsche aus Bagdad“) praktisch baugleich mit der kamantsche. Des Weiteren entspricht der kamantsche im westlichen Zentralasien ein Typ der ghichak: eine Stachelfidel mit einem einfachen, runden Resonanzkörper und einem langen dünnen Hals. Hierzu gehören auch die im Nahen Osten verbreitete rabāb und die kabak-kemane in der Türkei. 
Der andere, mit der kamantsche nicht verwandte ghichak-Typ mit einem gedrungenen zweigeteilten Korpus ähnelt der afghanischen rubab und der indischen sarinda. Die kamantsche ist sprachverwandt, aber nicht bauähnlich mit der türkischen Streichlaute kemençe und der im indischen Bundesstaat Rajasthan gespielten kamaica. Zwischen dem Mittelmeerraum und Nordindien werden mit unterschiedlichen Schreibweisen des Wortstammes kamān verschiedene gestrichene Langhalslauten oder Kurzhalslauten verstanden.

## Bauform und Spielweise

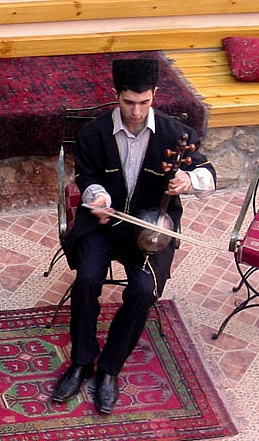
Kamantsche-Spieler in Aserbaidschan

Die Entwicklung der kamantsche lässt sich über türkische Streichinstrumente wie die rabāb von der byzantinischen lyra herleiten. Der Korpus ist relativ klein, rundbauchig und aus Hartholz (Walnuss- oder Maulbeerbaumholz) gefertigt. Die kreisrunde Öffnung an der Decke ist mit Fischhaut bespannt, was für die feine und warme, manchmal einer sul ponticello gespielten Violine ähnliche Klangfarbe sorgt. Vier Stahlsaiten (im Gegensatz zur älteren, von Derwischen gespielten rabāb mit aus Haar hergestellten Saiten) laufen über einen flachen Steg und ein schmales bundloses Griffbrett zu den paarweise gegenüber liegenden Wirbeln. Die vierte Saite kam vermutlich erst Anfang des 20. Jahrhunderts nach Bekanntschaft mit der europäischen Geige hinzu. Die Saiten sind in Quarten oder Quinten gestimmt. Früher wurde das Instrument wie alle Stachelgeigen auf dem Boden sitzend gespielt und senkrecht vor den Körper gehalten. Heute sitzt der Musiker auf einem Stuhl und setzt den Stachel außerhalb des linken Knies auf die Ecke des Stuhls oder (mit einer Auflageplatte) oberhalb des Knies auf den Oberschenkel auf. Der Tonumfang entspricht mit ungefähr drei Oktaven etwa dem einer Geige. Die Pferdehaare des Bogens werden während des Spiels je nach gewünschtem Klang mehr oder weniger mit den Fingern gespannt.
Eine kamantsche gehört zu praktisch jedem Orchester der iranischen Musik. Klassische Kompositionen, deren Melodien (radif) sich innerhalb eines Dastgah (einer modalen Tonfolge, die mit dem indischen Raga oder dem aserbaidschanischen Mugham vergleichbar ist) entfalten, werden außer mit der kamantsche als weiteren Hauptinstrumenten mit der gezupften Langhalslaute tār, der Kastenzither santur, der Längsflöte nay sowie Perkussionsinstrumenten aufgeführt. Die afghanische Musik der großen Städte war bis Anfang des 20. Jahrhunderts stark von der iranischen klassischen Musik beeinflusst, weshalb auch dort einige iranische Musikinstrumente einschließlich der kamantsche anzutreffen sind. Im Norden ist dagegen die mit der zentralasiatischen dombra verwandte, zweisaitige dambura vorherrschend.
Der in Lahore geborene und Persisch schreibende Dichter Masʿud Saʿd Salmān (1046 – um 1121) erwähnt als Unterhaltungsmusikinstrumente die Zupflaute rabāb, die kamānča, die Winkelharfe čang, die gezupfte Kurzhalslaute barbat und die Längsflöte nay. Aus der persischen Miniaturmalerei und von ihrem größten Vertreter Behzād (1460–1535) sind zahlreiche Hofmusikszenen, in denen eine Spießgeige abgebildet ist, überliefert. Die kamantsche war vom 19. Jahrhundert bis Anfang des 20. Jahrhunderts auch in der orientalisch beeinflussten Musik der georgischen Hauptstadt Tiflis bekannt. Dort spielten sie Epensänger (aschugi) alternativ zur saz und zur georgischen Zupflaute tschonguri zusammen mit der Rahmentrommel daira.
Bekannte Kamantsche-Musiker waren bzw. sind Musā Kalimi (Musiker am Hof von Nāser ad-Din Schāh), Choschnavaz (um 1850), Musa Kaschi, sein Schüler Baqer Chan, Isma'il Chan und sein Sohn Isma'il Zadeh, Rokneddin Mokhtari (Rokneddin Khân) (1887–1971), der einen um 1950 eingeführten neuen Stil repräsentierende Ali Asghar Bahari (1905–1995), der iranische Kurde Ardeshir Kamkar (* 1962), Mitglied der Gruppe Kamkars, Kayhan Kalhor (* 1963), ebenfalls Kurde, Saeed Farajpouri (* 1961), Student von Hossein Alizadeh und Mitglied in dessen Orchester, und Rahmatollah Badi'i (* 1936), der als Geigenspieler und Konzertmeister bekannt wurde. Der iranische Komponist Hossein Alizadeh (* 1951 in Teheran) brachte 2006 in der New Yorker Carnegie Hall die Komposition New Work for Kemancheh and String Quartett zur Uraufführung.

## UNESCO-Kulturerbe
2017 wurde Die Kunst des Bauens und Spielens der Kamantsche, eines Saiteninstruments von der UNESCO für Aserbaidschan und Iran in die Repräsentative Liste des immateriellen Kulturerbes der Menschheit aufgenommen.